# 夢のディープ・パープル
「夢のディープ・パープル」（原題： Deep Purple）は、ピーター・デローズが作曲しミッチェル・パリッシュが詞を付けた楽曲。ニノ・テンポ&エイプリル・スティーヴンズのバージョン（全米1位）で主に知られる。

## 概要
1933年、ピアニストのピーター・デローズがピアノ作品として出版。翌1934年にはポール・ホワイトマンがビッグ・バンド用にアレンジした。1939年1月、ラリー・クリントン&ヒズ・オーケストラがミッチェル・パリッシュの詞を付けて発表。ビー・ウェインの歌を伴ったクリントンのバージョンは9週にわたってチャートの1位を記録した。
1963年8月、姉弟グループのニノ・テンポ&エイプリル・スティーヴンズがシングルとして発表。B面は「心はもえはて（I've Been Carrying A Torch For You So Long That It Burned A Great Big Hole In My Heart）」。同年11月16日付のビルボード・Hot 100で1位を記録した。また、ビルボードのHot R&B Singlesチャートの4位を記録した。1964年の第6回グラミー賞の最優秀ロックンロール録音賞を受賞。
レコーディングに関しては次の逸話がある。二人が最初にデモの録音を行った際、二ノ・テンポは歌詞を覚えていなかったため、エイプリルは兄に向かって詞を言い続けた。彼女の語りを特別に可愛らしく感じたプロデューサーは、レコードに残すべきだと考えた。ただし二ノはこの決定になかなか納得しなかったという。「だって兄は自分が歌っている間に誰にもしゃべってなんかほしくなかったのよ！」とエイプリルは述べている。
同じく兄妹のダニー・オズモンドとマリー・オズモンドが1975年にカバー。彼らのバージョンは翌年にビルボード・Hot 100の14位を記録した。